# Kim Hyon-gyong
Kim Hyon-gyong (ur. 17 kwietnia 1995) – północnokoreańska zapaśniczka walcząca w stylu wolnym. Olimpijka z Rio de Janeiro 2016, gdzie zajęła trzynaste miejsce w kategoria 48 kg.
Brązowa medalistka mistrzostw świata w 2014 i mistrzostw Azji w 2015. Dziewiąta na Uniwersjadzie w 2013
. Mistrzyni Azji juniorów w 2013 i 2014 roku.